# Tillandsia 'Rongo'
Tillandsia 'Rongo' es un  cultivar híbrido del género Tillandsia perteneciente a la familia  Bromeliaceae.
Es un híbrido creado  con las especies Tillandsia brachycaulos × Tillandsia tricolor.